# One Live Kiss
One Live Kiss è il primo album dal vivo solista del chitarrista e cantante dei Kiss Paul Stanley, pubblicato il 21 ottobre 2008.

## Tracce
Le tracce 1, 6, 8, 10 e 20 provengono dall'omonimo album solista del cantante, le tracce 2, 7, 14, 18 e 21 dall'album solista Live to Win, tutte le altre provengono da vari album dei Kiss.

### DVD
Testi e musiche di Paul Stanley, tranne dove indicato.
1. Prologue - Tonight You Belong to Me
2. Live to Win (Andreas Carlsson, Desmond Child, Stanley)
3. Hide Your Heart (Child, Holly Knight, Stanley)
4. A Million to One (Stanley, Vinnie Vincent)
5. Got to Choose
6. Move On (Mikel Japp, Stanley)
7. Bulletproof (Carlsson, Harry "Slick" Sommerdahl, Stanley)
8. Tonight You Belong to Me
9. Lick It Up (Stanley, Vincent)
10. Wouldn't You Like To Know Me?
11. Magic Touch
12. I Still Love You (Stanley, Vincent)
13. Strutter (Gene Simmons, Stanley)
14. Everytime I See You Around (Peter Masitti, Stanley)
15. Do You Love Me (Bob Ezrin, Kim Fowley, Stanley)
16. I Want You
17. Love Gun
18. Lift (Child, Marti Frederiksen, Stanley)
19. Detroit Rock City (Ezrin, Stanley)
20. Goodbye
21. End Credits Montage - Where Angels Dare/Live to Win (Stanley, Child, John 5/Carlsson, Child, Stanley)

### Versione iTunes
La versione su iTunes comprende solo le tracce audio e non presenta le sezioni "Prologue" ed "End Credits Montage".

## Formazione
- Paul Stanley – voce, chitarra, tastiera
- Jim McGorman – chitarra, cori
- Rafael Moreira – chitarra, cori
- Sasha Krivtsov – basso
- Nate Morton – batteria
- Paul Mirkovich – tastiere, cori